# Abd al-Fattah Fumani
Abd al-Fattah Fumani   (Fuman, 1600 - segle XVII) fou un historiador persa dels segles xvi i xvii. Va entrar al servei del govern a Fuman (antiga capital del Gilan), on era el 1609-1610. Més tard Adil Shah el va cridar a Iraq.
Va escriure en persa la Tarikh-i-Gilan, història de Gilan després del 1517 i fins al 1628. L'obra fou publicada per B. Dorn.